# SingStar '80s
SingStar '80s es un juego de karaoke del sistema PlayStation 2 publicado por Sony Computer Entertainment Europe y desarrollado por SCEE y London Studio. Este es la 4ª entrega en la saga SingStar, tanto en Europa como América.
SingStar '80s como el juego original, es distribuido tanto solo el juego (DVD), como el juego y un par de micrófonos acompañado - uno rojo y otro azul-. SingStar es compatible con la cámara EyeToy que sirve para visualizar a los jugadores en la pantalla mientras cantan.

## El Juego
SingStar '80s es un juego de karaoke popular en el que los jugadores cantan canciones para conseguir puntos. Los jugadores interactúan con la PS2 por los micrófonos USB, mientras una canción es mostrada, junto a su video musical, en pantalla. Las letras de la canción son visualizadas durante toda la partida en la parte inferior de la pantalla. SingStar Rocks! reta a los jugadores a cantar como en las canciones originales, pero con su propia voz. Se trata de cantar lo más parecido o igualmente, intentando afinar igual, para poder ganar puntos. Normalmente, son 2 los jugadores los que compiten a la vez, aunque el juego incluye otro tipo de modos para más jugadores
SingStar '80s es el primer juego en las series en introducir canciones de una temática definida. Su apariencia visual además, también fue modificada con iconos y dibujos típicos de la década para darle un estilo más retro.
La 4ª entrega de SingStar se convierte en un regreso al pasado y recupera títulos de la década de los 80. Por motivos de retrasos y derechos de autor con SingStar Pop, la lista de canciones no fue alterada de la versión original (anglosajona), de ahí que todos los temas sean en inglés, si bien Sony publicaría una versión de este juego con canciones españolas más adelante. Además, se incluyó como "bonus" un minijuego vocal llamado "La Pelota Cantarina". Este se encuentra dentro del apartado "Fiesta" y consiste en jugar al mítico Pong, moviendo nuestras barras (que son lo que utilizaremos de raquetas) con nuestra voz. Los tonos agudos, elevan la barra y los tonos graves la bajan. Hay que ser minucioso con el tono y la cantidad de nota que debemos dar para elevar más o menos la barra. El juego es una replica al primer videojuego (hecho a base de mapas de bits) que se inventó, de ahí, que solo se incluya en esta versión.

### Modos de Juego
- Cantar Solo - Modo para que un solo jugador cante
- Dueto - Dueto para 2 jugadores, en el que al final de la canción, sumarán sus puntuaciones.
- Batalla - Modo para 2 jugadores en el que competirán por la mejor canción. A veces también con algunas canciones en dueto, solo que sin sumar sus puntuaciones.
- Pasa el Micro - Modo multijugador especial para fiestas.

## SingStar '80s Track List

### Lista Española
La siguiente lista corresponde con la lista de canciones de la versión inglesa. La lista de canciones de la versión española en esta versión, al igual que en SingStar Legends, SingStar '90s, SingStar Rock Ballads y SingStar R&B no fue alterada de su versión original:
| Artista                   | Canción                             | Observaciones            |
| ------------------------- | ----------------------------------- | ------------------------ |
| SingStar '80s             |                                     |                          |
| Alice Cooper              | "Poison"                            |                          |
| Belinda Carlisle          | "Heaven Is A Place On Earth"        |                          |
| Billy Joel                | "Uptown Girl"                       |                          |
| Blondie                   | "Atomic"                            |                          |
| Culture Club              | "Karma Chameleon"                   |                          |
| Dexy's Midnight Runners   | "Come On Eileen"                    |                          |
| Dolly Parton              | "9 to 5"                            |                          |
| Duran Duran               | "Rio"                               |                          |
| Erasure                   | "A Little Respect"                  |                          |
| Europe                    | "The Final Countdown"               |                          |
| Fairground Attraction     | "Perfect"                           |                          |
| Foreigner                 | "I Want to Know What Love Is"       |                          |
| Frankie Goes to Hollywood | "The Power of Love"                 |                          |
| Kate Bush                 | "Running Up That Hill"              |                          |
| Katrina And The Waves     | "Walking on Sunshine"               |                          |
| Madness                   | "Our House"                         |                          |
| Madonna                   | "Material Girl"                     |                          |
| Marillion                 | "Kayleigh"                          |                          |
| Nena                      | "99 Red Balloons"                   |                          |
| Run DMC                   | "It's Tricky"                       | [RAP] + Dueto: Run / DMC |
| Simple Minds              | "Don't You (Forget About Me)"       |                          |
| Soft Cell                 | "Tainted Love"                      |                          |
| Starship                  | "We Built This City"                | Dueto: Mickey / Grace    |
| Survivor                  | "Eye Of The Tiger"                  |                          |
| Tears for Fears           | "Everybody Wants To Rule The World" |                          |
| The Cure                  | "Just Like Heaven"                  |                          |
| The Pretenders            | "Brass in Pocket"                   |                          |
| Tina Turner               | "The Best"                          |                          |
| Vanilla Ice               | "Ice Ice Baby"                      | [RAP]                    |
| Wham!                     | "Wake Me Up Before You Go-Go"       |                          |

[RAP]: La canción incluye Rapímetro total o parcialmente en la canción.
Dueto: Cantante 1 / Cantante 2: La canción es un dueto predefinido no cooperativo. Cada jugador será uno de los cantantes que participa en ella. Puedes elegir y cambiar que micro será cada cantante.

### Lista Alemana
En Alemania se lanzaron a la venta tanto la versión internacional como la adaptación regional de SingStar '80s:
| Lista Alemana     | Lista Alemana                                 | Lista Alemana                                   | Lista Alemana |
| Artista           | Canción                                       | Canción Sustituida                              |               |
| ----------------- | --------------------------------------------- | ----------------------------------------------- | ------------- |
| SingStar '80s     |                                               |                                                 |               |
| Geier Sturzflug   | "Bruttosozialprodukt"                         | Alice Cooper - "Poison"                         |               |
| Modern Talking    | "Cheri Cheri Lady"                            | Belinda Carlisle - "Heaven Is A Place On Earth" |               |
| Marietta          | "Fire and Ice"                                | Dolly Parton - "9 To 5"                         |               |
| Joachim Witt      | "Goldener Reiter"                             | Duran Duran - "Rio"                             |               |
| Nino de Angelo    | "Jenseits von Eden"                           | Erasure - "A Little Respect"                    |               |
| Ixi               | "Der Knutschfleck"                            | Fairground Attraction - "Perfect"               |               |
| Opus              | "Live is Life"                                | Kate Bush - "Running Up That Hill"              |               |
| Limahl            | "Never Ending Story"                          | Madness - "Our House"                           |               |
| Trio Rio          | "New York, Rio, Tokyo"                        | Madonna- "Material Girl"                        |               |
| Nena              | "99 Luftballons"                              | Nena - "99 Red Balloons"                        |               |
| Münchner Freiheit | "Ohne Dich (Schlaf Ich Heut Nacht Nicht Ein)" | Run DMC - "It's Tricky"                         |               |
| Westernhagen      | "Sexy"                                        | The Cure - "Just Like Heaven"                   |               |
| Cyndi Lauper      | "She Bop"                                     | The Pretenders - "Brass In A Pocket"            |               |
| Hubert Kah        | "Sternenhimmel"                               | Vanilla Ice - "Ice Ice Baby"                    |               |

### Lista Americana
SingStar '80s fue la 4ª entrega en Estados Unidos. Se trata de la compilación europea original de 30 temas con los cambios que se muestran a continuación. Cyndi Lauper - Time After Time fue incluida antes en esta versión, que en la europea SingStar Rock Ballads
| Lista Americana     | Lista Americana                     | Lista Americana                                 | Lista Americana       |
| Artista             | Canción                             | Canción Sustituida                              | Ya Incluida en...     |
| ------------------- | ----------------------------------- | ----------------------------------------------- | --------------------- |
| SingStar '80s       |                                     |                                                 |                       |
| Billy Ocean         | "Caribbean Queen"                   | Alice Cooper - "Poison"                         |                       |
| Blondie             | "Heart of Glass"                    | Belinda Carlisle - "Heaven Is A Place On Earth" | SingStar [UK]         |
| Culture Club        | "Do You Really Want to Hurt Me?"    | Blondie - "Atomic"                              |                       |
| Cyndi Lauper        | "Time After Time"                   | Culture Club - "Karma Chameleon"                | SingStar Rock Ballads |
| Dead or Alive       | "You Spin Me Round (Like a Récord)" | Dolly Parton - "9 to 5"                         | SingStar Anthems      |
| A Flock of Seagulls | "I Ran"                             | Fairground Atracction - "Perfect"               |                       |
| Kim Wilde           | "Kids in America"                   | Frankie Goes To Hollywood - "The Power Of Love" | SingStar Anthems      |
| Men at Work         | "Who Can It Be Now?"                | Kate Bush - "Running Up That Hill"              |                       |
| R.E.M.              | "Stand"                             | Katrina And The Waves - "Walking On Sunshine"   |                       |
| Squeeze             | "Tempted"                           | Marillion - "Kayleigh"                          |                       |
| Thompson Twins      | "Hold Me Now"                       | The Cure - "Just Like Heaven"                   |                       |
| Twisted Sister      | "We're Not Gonna Take It"           | Vanilla Ice - "Ice Ice Baby"                    |                       |

- [UK]: Versión inglesa/internacional, diferente de la española.

### Lista Francesa
| Lista Francesa      | Lista Francesa                            | Lista Francesa                                  | Lista Francesa |
| Artista             | Canción                                   | Canción Sustituida                              |                |
| ------------------- | ----------------------------------------- | ----------------------------------------------- | -------------- |
| SingStar '80s       |                                           |                                                 |                |
| Ottawan             | "T'es Ok, T'es Bath, T'es In"             | Alice Cooper - "Poison"                         |                |
| Imagination         | "Just An Illusion"                        | Belinda Carlisle - "Heaven Is A Place On Earth" |                |
| Elsa Lunghini       | "T'en Va Pas"                             | Culture Club - "Karma Chameleon"                |                |
| Stéphanie           | "Ouragan"                                 | Dexy's Midnight Runners - "Come On Eileen"      |                |
| Ricchi e Poveri     | "Sará Perché Ti Amo"                      | Dolly Parton - "9 To 5"                         |                |
| Lio                 | "Les Brunes Comptent Pas Pour Des Prunes" | Duran Duran - "Rio"                             |                |
| La Compagnie Créole | "Le Bal Masqué"                           | Erasure - "A Little Respect"                    |                |
| Gold                | "Plus Près Des Etoiles"                   | Fairground Attraction - "Perfect"               |                |
| FR David            | "Words"                                   | Foreigner - "I Want To Know What Love Is"       |                |
| Opus                | "Live Is Life"                            | Frankie Goes To Hollywood - "The Power Of Love" |                |
| Laroche-Valmont     | "T'as Le Look Coco"                       | Marillion - "Kayleigh"                          |                |
| INXS                | "Need You Tonight"                        | Run DMC - "It's Tricky"                         |                |
| David & Jonathan    | "Est-Ce Que Tu Viens Pour Les Vacances ?" | Starship - "We Built This City"                 |                |
| Corynne Charby      | "Boule De Flipper"                        | Survivor - "Eye Of The Tiger"                   |                |
| Julie Pietri        | "Eve, Lève-Toi"                           | The Cure - "Just Like Heaven"                   |                |
| Caroline Loeb       | "C'est La Ouate"                          | The Pretenders - "Brass In Pocket"              |                |
| Phillippe Lavil     | "Il Tape Sur Des Bambous"                 | Tina Turner - "Simply The Best"                 |                |
| Sabine Paturel      | "Les Bétises"                             | Vanilla Ice - "Ice Ice Baby"                    |                |

### Lista Holandesa
En Holanda se lanzaron a la venta tanto la versión internacional como la adaptación regional de SingStar '80s:
| Lista Holandesa | Lista Holandesa          | Lista Holandesa                                       | Lista Holandesa |
| Artista         | Canción                  | Canción Sustituida                                    |                 |
| --------------- | ------------------------ | ----------------------------------------------------- | --------------- |
| SingStar '80s   |                          |                                                       |                 |
| Hans De Booy    | "Alle Vrouwen"           | Belinda Carlisle - "Heaven Is A Place On Earth"       |                 |
| Clouseau        | "Anne"                   | Billy Joel - "Uptown Girl"                            |                 |
| Clouseau        | "Daar Gaat Ze"           | Dexy's Midnight Runners - "Come On Eileen"            |                 |
| Het Goede Doel  | "België"                 | Duran Duran - "Rio"                                   |                 |
| Drukwerk        | "Caroline"               | Erasure - "A Little Respect"                          |                 |
| Dolly Dots      | "Doh Wah Diddy Diddy"    | Foreigner - "I Want To Know What Love Is"             |                 |
| Kadanz          | "Intimiteit"             | Frankie Goes To Hollywood - "The Power Of Love"       |                 |
| Frank Boeijen   | "Kronenburger Park"      | Kate Bush - "Running Up That Hill"                    |                 |
| Meneer Kaktus   | "Meneer Kaktus Lied"     | Madness - "Our House"                                 |                 |
| Johan Verminnen | "Mooie Dagen"            | Marillion - "Kayleigh"                                |                 |
| De Kast         | "Morgen Wordt Het Beter" | Nena - "99 Red Balloons"                              |                 |
| Circus Custers  | "Verliefd"               | Run DMC - "It's Tricky"                               |                 |
| Benny Neyman    | "Vrijgezel"              | Starship - "We Built This City"                       |                 |
| Koos Alberts    | "Zijn Het Je Ogen?"      | Tears For Fears - "Everybody Wants To Rule The World" |                 |
| Erik Mesie      | "Zonder Jou"             | The Cure - "Just Like Heaven"                         |                 |
| Rob De Nijs     | "Zondag"                 | The Pretenders - "Brass in Pocket"                    |                 |

### Lista Italiana
| Lista Italiana                                 | Lista Italiana                 | Lista Italiana                             | Lista Italiana |
| Artista                                        | Canción                        | Canción Sustituida                         |                |
| ---------------------------------------------- | ------------------------------ | ------------------------------------------ | -------------- |
| SingStar '80s                                  |                                |                                            |                |
| Donatella Rettore                              | "Kobra"                        | Alice Cooper - "Poison"                    |                |
| Fausto Leali & Anna Oxa                        | "Ti Lascerò"                   | Billy Joel - "Uptown Girl"                 |                |
| Gianni Morandi, Enrico Ruggeri & Umberto Tozzi | "Si Può Dare Di Più"           | Dexy's Midnight Runners - "Come On Eileen" |                |
| Giuni Russo                                    | "Un' Estate Al Mare"           | Dolly Parton - "9 To 5"                    |                |
| Grazia Di Michele                              | "La Ragazze Di Gauguin"        | Erasure - "A Little Respect"               |                |
| Gruppo Italiano                                | "Tropicana"                    | Fairground Attraction - "Perfect"          |                |
| Litfiba                                        | "El Diablo"                    | Foreigner - "I Want To Know What Love Is"  |                |
| Loredana Berté                                 | "Non Sono Una Signora"         | Madness - "Our House"                      |                |
| Marcella Bella                                 | "Nell'aria"                    | Marillion - "Kayleigh"                     |                |
| Pupo                                           | "Su Di Noi"                    | Nena - "99 Red Balloons"                   |                |
| Raffaele Riefoli                               | "Cosa Restera' Degli Anni '80" | Run DMC - "It's Tricky"                    |                |
| Stadio                                         | "Chiedi Chi Erano I Beatles"   | Starship - "We Built This City"            |                |
| Umberto Balsamo                                | "Balla"                        | Survivor - "Eye Of The Tiger"              |                |
| Umberto Tozzi                                  | "Gloria"                       | The Cure - "Just Like Heaven"              |                |
| Vasco Rossi                                    | "Vita Spericolata"             | The Pretenders - "Brass In Pocket"         |                |
| Zucchero & The Randy Jackson Band              | "Donne"                        | Vanilla Ice - "Ice Ice Baby"               |                |

### Lista Polaca
| Lista Polaca      | Lista Polaca                | Lista Polaca                                          | Lista Polaca |
| Artista           | Canción                     | Canción Sustituida                                    |              |
| ----------------- | --------------------------- | ----------------------------------------------------- | ------------ |
| SingStar '80s     |                             |                                                       |              |
| Papa Dance        | "Nasz Disneyland"           | Alice Cooper - "Poison"                               |              |
| Tilt              | "Runął Już Ostatni Mur"     | Billy Joel - "Uptown Girl"                            |              |
| Vox               | "Bananowy Song"             | Dexy's Midnight Runners - "Come On Eileen"            |              |
| Klaus Mittfoch    | "Jezu jak się cieszę"       | Dolly Parton - "9 To 5"                               |              |
| Kapitan Nemo      | "Twoja Lorelai"             | Fairground Attraction - "Perfect"                     |              |
| Lady Pank         | "Kryzysowa Narzeczona"      | Kate Bush - "Running Up That Hill"                    |              |
| Manaam            | "Kocham Cię, Kochanie Moje" | Madness - "Our House"                                 |              |
| Rudi Schuberth    | "Córka Rybaka"              | Marillion - "Kayleigh"                                |              |
| Seweryn Krajewski | "Baw Mnie"                  | Nena - "99 Red Balloons"                              |              |
| Budka Suflera     | "Za Ostatni Grosz"          | Simple Minds - "Don't You (Forget About Me)"          |              |
| Zbigniew Wodecki  | "Chałupy Welcome To"        | Starship - "We Built This City"                       |              |
| Kobranocka        | "Kocham Cię Jak Irlandię"   | Survivor - "Eye Of The Tiger"                         |              |
| Lombard           | "Szklana Pogoda"            | Tears For Fears - "Everybody Wants To Rule The World" |              |
| Majka Jeżowska    | "A ja wolę moją mamę"       | The Pretenders - "Brass In Pocket"                    |              |

### Lista Sueca
En Suecia se lanzaron a la venta tanto la versión internacional como la adaptación regional de SingStar '80s:
| Lista Sueca       | Lista Sueca              | Lista Sueca                                     | Lista Sueca |
| Artista           | Canción                  | Canción Sustituida                              |             |
| ----------------- | ------------------------ | ----------------------------------------------- | ----------- |
| SingStar '80s     |                          |                                                 |             |
| Ratata & Frida    | "Så länge vi har varann" | Belinda Carlisle - "Heaven Is A Place On Earth" |             |
| Freestyle         | "Fantasi"                | The Cure - "Just Like Heaven"                   |             |
| Di Leva           | "Vem skall jag tro på?"  | Kate Bush - "Running Up That Hill"              |             |
| The Creeps        | "Ohh I Like It!"         | Madness - "Our House"                           |             |
| Chattanooga       | "Hallå hela pressen"     | Marillion - "Kayleigh"                          |             |
| Jannei Lucas      | "Växeln hallå"           | Nena - "99 Red Balloons"                        |             |
| Factory           | "Efter plugget"          | Run DMC - "It's Tricky"                         |             |
| Christer Sandelin | "Det hon vill ha"        | Vanilla Ice - "Ice Ice Baby"                    |             |

## Curiosidades
- The Pretenders - "Brass in Pocket" es una canción del año 1979 y Vanilla Ice - "Ice Ice Baby" es una canción de 1990 sin embargo han sido incluidas en el juego como temas de los '80s.
- Survivor - Eye Of The Tiger carece de videoclip. En su lugar se muestra una visualización.